# الاتحاد الشعبي (العراقي)
الاتحاد الشعبي أو إتحاد الشعب، بالإنجليزية: People's Union (Iraq)، كان تحالفًا انتخابيًا في العراق، بقيادة الحزب الشيوعي العراقي. يتألف هذا التحالف من الحزب الشيوعي العراقي والمرشح المستقل حكمت داود حكيم، ورام التحالف إلى تعزيز الأهداف السياسية والاقتصادية والثقافية والاجتماعية في المجتمع العراقي.

## انتخابات العام 2005
الاتحاد الشعبي كان في قائمة الحزب الشيوعي الرئيسية للانتخابات التشريعية العراقية في يناير 2005. قبل الانتخابات، حاول الحزب الشيوعي تشكيل تحالف أوسع بين الجماعات العلمانية، لكن محاولته هذه بائت بالفشل. كان على رأس القائمة حميد مجيد موسى، الذي خدم في مجلس الحكم، وضمت أيضًا مفيد محمد جواد الجزائري الذي شغل منصب وزير الثقافة في الحكومة المؤقتة .ورغم صغر حجم الحزب، إلا أنه خاض واحدة من أكثر الحملات تنظيمًا في الانتخابات، وكانت قائمته التي تضم 257 مرشحًا هي الأطول بين جميع الأحزاب. في انتخابات يناير، حصل الاتحاد الشعبي على 69,920 صوتًا، أو 0.83% من بطاقات الاقتراع التي أُدليَ بها، مما أكسبهم مقعدين في الجمعية الوطنية العراقية الانتقالية، حيث مثلهما موسى والجزائري.
وقبل انتخابات ديسمبر/كانون الأول 2005، اندمجت القائمة مع عدة قوائم أخرى لتنضم إلى القائمة الوطنية العراقية.

## انتخابات العام 2010
أعيد تشكيل الاتحاد الشعبي في 14 تشرين الثاني/نوفمبر 2009 للمشاركة في انتخابات 2010. شارك الاتحاد الشعبي لكنه فشل في الحصول على أي مقاعد يعود ذلك لـ قوانين الانتخابات الجديدة التي كانت تتطلب من الأحزاب الوصول إلى حد معين في المحافظة قبل الحصول على المقاعد.
خلال انتخابات عام 2010، كان اتحاد الشعب يتألف من الأحزاب التالية:
- الحزب الشيوعي العراقي
- حزب الديمقراطي الوطني
- قائمة الكلدان الآشوريين الديمقراطية
- حزب العمال الثوري العربي
- حزب الأخوة والسلام
- مرشحون مستقلون